# سفارة ألمانيا في فنلندا
سفارة ألمانيا في فنلندا هي أرفع تمثيل دبلوماسي لدولة ألمانيا لدى فنلندا. تقع السفارة في هلسنكي وهي تهدف لتعزيز المصالح الألمانية في فنلندا.

## وصلات خارجية
- قائمة سفارات ألمانيا
- قائمة السفارات في فنلندا